# Kurti
Koordinaten: 18° 7′ N, 31° 33′ O
Kurti (Alternativschreibung Korti, arabisch كورتي) ist eine Stadt im Bundesstaat asch-Schamaliyya im Sudan. Die Stadt liegt am Nil rund 250 km nordwestlich von Khartum an der Mündung des Wadi Muqaddam. Der Hauptteil der Stadt liegt dabei auf der südlichen Seite des Nils.
In meroitischer Zeit erscheint der Ort als Cadetum, Cadata oder Coetum in römischen Quellen.

## Geschichte
Der Ort ist eventuell mit Krtn, das in einigen napatanischen Inschriften genannt wird, identisch. Krtn war vor 500 n. Chr. eine der Städte, die der König am Beginn seiner Regierung, auf seiner Krönungsreise, besuchte.
Im Sudan, der ab 1821 unter die Herrschaft der osmanischen Vizekönige (Khediven) von Ägypten gekommen war, brach um 1880 der Mahdi-Aufstand aus. Im August 1884 sandte Großbritannien eine Armee unter Garnet Joseph Wolseley, die so genannte Gordon Relief Expedition, um den in Khartum belagerten Gouverneur Gordon zu entsetzen. Kurti wurde zum Sammelpunkt für die britischen Truppen. Im Januar 1885 wurde ein Fort durch britische Truppen auf der Nordseite des Nils errichtet, direkt gegenüber von Kurti. Von hier aus sollte der Vormarsch auf dem Nil (River Column) und durch die Wüste (Camel Corps) gleichzeitig erfolgen. In den Kämpfen in der Bayuda-Wüste zwischen Kurti und Metemmeh (am Nil gegenüber Shendi) erlitten die Mahdisten in der Schlacht von Abu Klea eine Niederlage. Der als Mahdi bekannte Muhammad Ahmad, der inzwischen selbst die Belagerung von Khartum leitete, beschloss daraufhin diese abzubrechen, wurde aber von seinen Generälen umgestimmt.